# Yellow Hearts
"Yellow Hearts " é o single de estreia do cantor pop americano Ant Saunders, que foi lançado em 18 de junho de 2019 e relançado pela Arista Records em novembro de 2019. A música ganhou popularidade na plataforma de compartilhamento de vídeo TikTok, o que a levou a obter mais de 100 milhões de streams em todas as plataformas coletivamente. 

## Videoclipe
Saunders lançou o videoclipe dirigido por Idle House para a faixa em 10 de dezembro de 2019.  

## Créditos
Créditos adaptados de Tidal . 
- Anthony Saunders - voz, composição, produção

Versão Audrey Mika
- Anthony Saunders - voz, composição, produção
- Audrey Mika Armacost - vocais, composição
- Amisha Mallick Sarkar - composição
- Nathaniel Alford - produção vocal
- Dale Becker - masterização
- Armin Lopez - assistente de engenharia

## Histórico de lançamento
| Região         | Encontro               | Formato                        | Rótulo        | Ref.   |
| -------------- | ---------------------- | ------------------------------ | ------------- | ------ |
| Vários         | 18 de junho de 2019    | Digital download streaming     | Autopublicado | [ 9 ]  |
| Austrália      | 29 de novembro de 2019 | Rádio de sucesso contemporâneo | Arista Sony   | [ 10 ] |
| Estados Unidos | 10 de dezembro de 2019 | Rádio de sucesso contemporâneo | Arista        | [ 11 ] |
| Itália         | 13 de dezembro de 2019 | Rádio de sucesso contemporâneo | Sony          | [ 12 ] |